# NEO SWING
NEO SWING（ネオ・スウィング）はα-station（エフエム京都）で、1994年8月5日から2009年3月31日まで放送されていたラジオ番組である。

2011年7月の開局20周年記念特別番組「20HOUR ALPHA PEOPLE」では特番枠として単発にて放送された。また、2012年1月から3月30日まで毎週金曜日の1時間番組として放送していた。

## 概要
第32回ギャラクシー賞ラジオ部門奨励賞受賞番組（'94～'95）（放送批評懇談会ＨＰ参考）。
FMラジオ局の夜の番組としては珍しくニュース・報道を中心に構成されている。この番組の出演者は、α-stationの他番組とは異なりCaster（キャスター＝ニュースキャスターと同意）と呼ばれており、本項でもそれに従う。
開始当時は金曜日夜7時から8時までの1時間放送。後に月～金曜に拡大した。
当初の構成は1週間のニュースを伝える「ウイークリーフラッシュ」。特集コーナー「Neoswingスペシャル」。京都内の音風景を伝える「サウンドスケープ」等のコーナーがあった。当初、特集は経済色の強いものが多く取り上げられていた。これには経済番組に明るいリサーチャーがいたことが影響と考えられる。
なお、番組が開始された94年には地元関西に関西国際空港開港や翌年1月には阪神・淡路大震災の発生など大きなニュースが続いた。番組内ではこれらの情報も特集として取り上げている。
初代オープニング曲は808ステイトのolympic（unreleased mix）をベースにSEなどを加えたものである。
以降、様々なコーナーが作られ「夕刊ヘッドラインニュース」というコーナーなどで最新のニュースを伝えていた事もある。
派生として半年後、スポーツを取り扱った別番組Neoswing sportsが誕生する。

## 放送時間
- 毎週金曜 19:00～20:00 （1994年8月～1995年3月）
- 毎週月曜～木曜 19:00～20:00 （～2009年3月）
  - 2009年春の番組改編に伴い終了。後番組は、改編前は月曜～金曜 26:00～28:00に放送されていたDELICIOUS DONUT。
- 毎週金曜 20:00～21:00 （2012年1月～3月）
  - "made in kyoto"（α-STATION開局20周年記念キャッチコピーと同名のラジオ番組）終了に伴うつなぎ番組として放送。後番組は、JIDAI MAP MEETING。

## Caster
- 池田なみ子（1994年8月～1995年3月）
- 松尾明子（1995年4月～1996年3月）
- 浜下真奈美（1995年4月～1996年3月）
- 山村雅代（1996年4月～1997年9月）
- 平井よお子（1997年10月～1998年3月）
- 秋田美幸（1998年4月～2008年3月、2012年1月～3月）
- 桜みずほ（2008年4月～2009年3月、月曜・火曜担当）
- 内田みずき（2008年4月～2009年3月、水曜・木曜担当）

## タイムスケジュール
ここでは参考として、2003年頃のタイムスケジュールを記す。

ニュースやワールドワイドな話題をアダルト・コンテンポラリー・ミュージックに沿って放送するスタイルが基本だった（このスタイルは平日朝の情報番組α-MORNING KYOTOとほぼ同じである）。
- PM7:00：スタート
  - 通常は番組ジングルが流れてスタートするが、たまにジングルが流れずに前番組のエンディングトークから音楽を挟んでそのまま番組に入ってしまう場合があった。
- PM7:04頃：オープニング
  - トップニュースを報じた後、「Ｏ月Ｏ日Ｏ曜日、時刻は7時Ｏ分を回りました。こんばんは。News Program Neoswing、ＯＯです」とキャスターが挨拶する。この時に今日のマーケット情報を報じることがあった。
- PM7:10頃：夕刊ヘッドラインニュース
  - 「News&Music Neoswing Evening Edition（2006年頃になると後ろのEvening Editionは省略されている）」のコールの後で今日のニュースを伝える。オープニング後１曲挟んでから始まることが多かった。
- PM7:30頃：CM
  - 番組中CMが流れるのは、この時だけだった。火曜日はオムロンが提供していた（2008年3月まで）ため、オムロンのCMが流れた。その他の曜日はノンスポンサーだったため、番宣やkyo.fm（2002年～2003年）、α-STATIONが入居しているCOCON KARASUMA（2006年～2009年）のCMが流れていた。
- PM7:40頃：スポーツニュース
  - CM後1曲挟んでから、曲中に伝えることが多かった。
- PM7:50頃：その他のニュース
  - 夕刊ヘッドラインニュースで漏れたニュースや曲中で伝えられなかったニュースをここで伝える。事件や事故、地域のニュースが多い。
- PM7:57頃：エンディング
  - エンディングでは明日の天気を伝えることが多かった。

## 備考
2012年2月2日に岩波書店が事実上のコネ採用を行っていたニュースについては、番組では4週にわたってネット上の反応などを含めた関連ニュースを伝えた。しかし、その直後の2月28日に京都新聞社が応募資格で出身地を制限する不適切な採用活動を実施し、京都労働局から指導を受けたニュースについては、当番組では一切報じられなかった。なお、当番組では京都新聞社からもニュース配信を受けていた。